# Sanartfilm
sanARTfilm ist ein deutscher Filmverleih von künstlerisch anspruchsvollen Spiel-, Kurz- und Dokumentarfilmen aus der Türkei. 
Gegründet wurde das Unternehmen 1999 von dem deutschtürkischen Filmemacher, Journalisten und Übersetzer Tunçay Kulaoğlu zunächst nur, um deutschsprachige Fassungen für das Filmfestival Türkei/Deutschland in Nürnberg zu erstellen.
Inzwischen verleiht sanARTfilm türkische Filme im Original mit deutschen Untertiteln an Kinos in ganz Deutschland. Häufig haben die für den Verleih ausgewählten Filme vor ihrer Aufbereitung für den deutschen Markt nationale und internationale Auszeichnungen gewonnen.
Das Unternehmen hat seinen Sitz in Schweinfurt. 